# Cheques (canción)
«Cheques» es una canción compuesta en 1994 por el músico argentino Luis Alberto Spinetta e interpretada por la banda Spinetta y los Socios del Desierto, que inicia el álbum homónimo de 1997, primero de la banda y 25º en el que tiene participación decisiva Luis Alberto Spinetta. 
La canción fue estrenada en el recital debut de Spinetta y los Socios del Desierto en el Velódromo de Buenos Aires el 18 de noviembre de 1994. Spinetta y los Socios del Desierto fue un trío integrado por Marcelo Torres (bajo), Daniel Wirtz (batería) y Luis Alberto Spinetta (guitarra y voz). El tema fue producido también en formato de videoclip, dirigido por Dylan Martí.

## Contexto
El tema pertenece al álbum doble Spinetta y los Socios del Desierto, el primero de los cuatro álbumes de la banda homónima, integrada por Luis Alberto Spinetta (voz y guitarra), Marcelo Torres (bajo) y Daniel Wirtz (batería). El trío había sido formada en 1994 a iniciativa de Spinetta, con el fin de volver a sus raíces roqueras, con una banda de garaje. Los Socios ganaron una amplia popularidad, realizando conciertos multitudinarios en Argentina y Chile.
El álbum doble Spinetta y los Socios del Desierto ha sido considerado como una "cumbre" de la última etapa creativa de Luis Alberto Spinetta. El álbum fue grabado en 1995, pero recién pudo ser editado en 1997, debido a la negativa de las principales compañías discográficas, a aceptar las condiciones artísticas y económicas que exigía Spinetta, lo que lo llevó a una fuerte confrontación pública con las mismas y algunos medios de prensa.
El disco coincide con un momento del mundo caracterizado por el auge de la globalización y las atrocidades de la Guerra de Bosnia -sobre la cual el álbum incluye un tema-. En Argentina coincide con un momento de profundo cambio social, con la aparición de la desocupación de masas -luego de más de medio siglo sin conocer el fenómeno, la criminalidad -casi inexistente hasta ese momento-, la desaparición de la famosa clase media argentina y la aparición de una sociedad fracturada, con un enorme sector precario y marginado, que fue la contracara del pequeño sector beneficiado que se autodenominó como los "ricos y famosos".

## El tema
El tema es el primer track del Disco 1 del álbum. Se trata de un rock corto y movido, característico del estilo spinetteano. El título "Cheques", es una alusión política, y se refiere al alto precio que tiene que pagar un hombre deslumbrado con la apariencia de una mujer. Ha sido considerada como una de las canciones más importantes de la década, y una expresión de resistencia cultural a las políticas neoliberales que caracterizaron la década de 1990. Fue estrenado el 18 de noviembre de 1994 en la primera presentación de la banda, en el Velódromo de Buenos Aires, donde Spinetta lo presentó con las siguientes palabras:

Esta historia es de un rock and roll, porque hacía mucho tiempo que no hacía un rock y ahora hice uno. Y esta historia de este rock and roll, ya van a ver qué práctica y qué económica es para vislumbrar ciertos caracteres de nuestra sociedad.
Luis Alberto Spinetta

### Música
El crítico Oscar Finkelstein incluye "Cheques" dentro de un género particular: el rock spinettiano. Se trata de un rock cuadrado, algo más elaborado, "furibundo", con tres estrofas y un poderoso y pegadizo riff de guitarra, decisivo para convertirlo en hit.
El tema cuenta con dos solos de guitarra de Spinetta -recurrentes en el álbum-, sostenidos por el virtuosismo del bajo de Marcelo Torres y el poder de la batería de Daniel Wirtz.

### Letra
La letra cuenta la historia de un hombre rico que conoce a una mujer deslumbrante, con su "vestido eléctrico" y su actitud seductora, bailando y diciéndole "shack it, shack it, shack it". La mujer se instala con su séquito en la mansión del hombre, lo mete en el narcogate y le dice mientras baila "shake it, shake it, shake it". El hombre pierde todo y cuando ella ya se ha ido, queda pagando "cheques, cheques, cheques". Spinetta pronuncia las palabras "shake it" y "cheques" de modo tal que suenen igual.
La letra es una alusión a la presidencia de Carlos Menem y la enorme deuda externa acumulada. El hombre rico es el país, o el pueblo, seducido por las apariencias, la compra de bienes importados en cuotas y el espíritu festivo. El "Narcogate" que Spinetta menciona en la letra, también conocido como "Yomagate", fue un escándalo de lavado de dinero del narcotráfico, que sacudió al gobierno y a la familia de Menem.

De nuestro amor tan solo me queda hoy
un absurdo secador
me fundiste hasta el BMW
y yo lo que hago es garpar cheques
cheques, cheques, cheques, cheques.
Cheques

## Video
Junto con el álbum la banda lanzó un video musicalizadopor la canción, dirigido por Dylan Martí. Dylan Martí y Spinetta habían sido precursores del videoclip moderno -relacionado con el lanzamiento de la cadena MTV en 1981-, con el video de "Maribel se durmió" de 1982. En 1990 habían comenzado a incursionar con continuidad al filmar «Es la medianoche». Con anterioridad incluso, Spinetta había realizado con Almendra, dos videoclips en 1969 («Campos verdes» y «El mundo entre las manos»), considerados unos de los primeros videoclips realizados en Argentina. En 1991, Martí dirigió los dos videos de Spinetta -«Seguir viviendo sin tu amor» y «La montaña»-, realizados con el álbum Pelusón of milk.
El video muestra a Spinetta siendo arrojado de un camión, en estado deplorable, con su cabeza y saco pintadas de azul. Spinetta baja al subterráneo y se sube a una formación con luces de discoteca, en la que hay mujeres en ropa interior, pasajeros asustados y ojerosos, una guarda que cobra los pasajes y se los come, un hombre que paga a una prostituta, conquistadores españoles que masacran indígenas... En uno de los vagones la banda toca la canción.
En el momento culminante una hermosa mujer en ropa interior -personaje interpretado por la novia de Spinetta, la modelo Carolina Peleritti, se acerca a Spinetta siempre pintado de azul, quien horrorizado le suplica "¡por favor otra vez no!". Pero la mujer continúa y transforma a Spinetta en una pluma viviente, que luego de meterla en el tintero, usa para firmar un enorme cheque. Al bajarse del subterráneo, Spinetta se sube a una persona como si fuera un taxi, mientras pasa por delante del Luna Park, que luce un enorme cartel con la leyenda "No nos olvidemos de Cabezas" y la imagen del periodista José Luis Cabezas, asesinado pocos días antes por orden del empresario Alfredo Yabrán, protegido por el presidente Menem.